# Pomnik Tadeusza Kościuszki w Radomiu
Pomnik Tadeusza Kościuszki w Radomiu – pomnik w formie obelisku z krzyżem, znajdujący się w Radomiu. Wzniesiony jako krzyż ku czci cara Aleksandra II.

## Historia
Obelisk w Radomiu był jednym z wielu pomników wzniesionych na ziemiach polskich mających upamiętniać osobę i reformy cara Aleksandra II. Prawdopodobnie został wykonany na początku XX wieku i był jedynym pomnikiem tego typu zlokalizowanym w mieście gubernialnym.
Na tle pomników wznoszonych przez władze carskie w miejscowościach tej rangi był nadzwyczaj prosty – miał formę obelisku z szarego piaskowca zwieńczonego krzyżem łacińskim. Początkowo krzyż był drewniany, zaś w 1889 został zastąpiony przez metalowy krzyż ażurowy projektu Chromeckiego i modelu J. Osińskiego. 
Pierwotnie na przedniej ścianie pomnika znajdował się również napis odnoszący się do cara Aleksandra II, zaś na tylnej – wykaz miejscowości, których mieszkańcy dobrowolnie wsparli finansowo budowę monumentu: Dzierzków, Zamłynie, Wola Gołębiowska, Gołębiów. 
Po odzyskaniu niepodległości przez Polskę pierwotny napis poświęcony Aleksandrowi II został usunięty i zastąpiony tablicą z cytatem z Uniwersału połanieckiego. W tej zmienionej formie pomnik stał się monumentem ku czci Tadeusza Kościuszki. 